# Rugosofusulininae
Rugosofusulininae es una subfamilia de foraminíferos bentónicos de la familia Schwagerinidae, de la superfamilia Fusulinoidea, del suborden Fusulinina y del orden Fusulinida. Su rango cronoestratigráfico abarcaba desde el Gzheliense (Carbonífero superior) hasta el Kunguriense (Pérmico inferior).

## Discusión
Clasificaciones más recientes incluyen Rugosofusulininae en la superfamilia Schwagerinoidea, y en la subclase Fusulinana de la clase Fusulinata. Algunas clasificaciones han incluido en la familia Rugosofusulinidae.

## Clasificación
Rugosofusulininae incluye a los siguientes géneros:
- Benshiella †
- Darvasella †
- Kahlerella †
- Laxifusulina †, también considerado en la subfamilia Schwagerininae
- Rugosofusulina †
- Schagonella †